# Javier González (baloncestista)
Javier González García, (Albacete, Castilla-La Mancha, 18 de abril de 1968) es un exjugador de baloncesto español. Con 2.05 de estatura, su puesto natural en la cancha era el de pívot. 

## Trayectoria
- CABA Albacete (1989-1990)
- Valencia Basket (1990-1992)
- Club Baloncesto OAR Ferrol (1992-1993)
- Club Baloncesto Sevilla (1993-1996)
- Club Baloncesto Granada (1996-1997)
- Baloncesto Fuenlabrada (1997-1999)
- Club Baloncesto Murcia (1999-2000)
- Albacete (2000-2001)